# Oshika-Halbinsel
Die Oshika-Halbinsel oder Ojika-Halbinsel (jap. 牡鹿半島, Oshika-hantō) ist eine Halbinsel in der Präfektur Miyagi in Japan und bildet das südliche Ende der Sanriku-Küste. Der Halbinsel sind die Inseln Aji und Tashiro im Südwesten und die Insel Kinkasan im Südosten vorgelagert.
Sie liegt nördlich von Sendai und trennt den Pazifischen Ozean im Osten von der Ishinomaki-Bucht im Westen. Zu den Gemeinden und Städten auf der Halbinsel gehören Ishinomaki und Onagawa. Mit Ausnahme des Bezirks Onagawa bildete die Halbinsel bis zum 31. März 2005 die Gemeinde Oshika-chō.

## Geschichtliches
Ein Schiff der Großen Nordischen Expedition (bzw. der Zweiten Kamtschatka-Expedition) von Vitus Jonassen Bering unter Kommando von Martin Spangberg ging im Frühsommer 1739 nahe der Insel Aji vor Anker und wurde einige Tage später zwangsverwiesen. Die damaligen Behörden wussten nicht, dass es sich um ein russisches Schiff handelte. Der deutsche Geograph Gerhard Friedrich Müller hat die Ereignisse anhand von Spangbergs Tagebuch ausführlich geschildert.